# Max Schürer

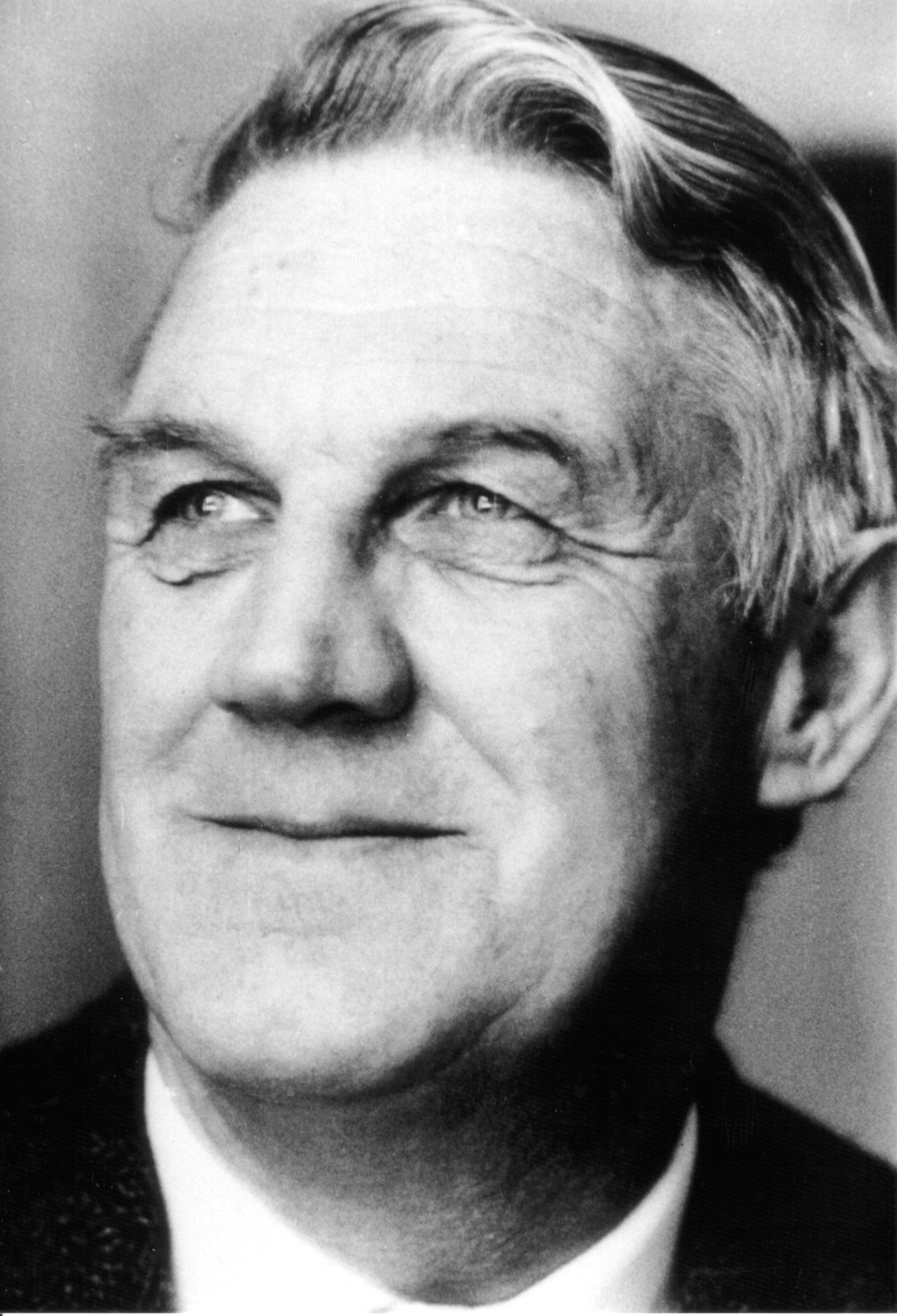
Max Schürer (1975)

Max Schürer (* 18. April 1910 in Wien; † 10. Oktober 1997 in Bern) war ein Schweizer Mathematiker, Astronom und Geodät. Als Direktor des Astronomischen Instituts der Universität Bern gründete er 1955 die Sternwarte Zimmerwald, die danach zur Satellitenbeobachtungsstation von Weltruf ausgebaut wurde.

## Leben
Max Schürer wurde 1910 als Sohn des Musikers Ernst Max Schürer und der Maria geb. Broglie in Wien geboren. Der Vater zog nach dem Ersten Weltkrieg nach Bern, wo er eine Anstellung als Musiker beim Berner Stadtorchester fand.
Nach dem Besuch der Sekundarschule in Bern absolvierte der junge Max Schürer das Lehrerseminar Hofwil und das Oberseminar Muesmatt in Bern, wo sich seine mathematische Begabung zeigte. Es folgten Studien der Mathematik und Astronomie in Berlin und Bern. 1935 fand Schürer eine Assistentenstelle am Astronomischen Institut (AIUB) der Universität Bern (UB). 1937 erhielt er das Diplom für das Höhere Lehramt. Im gleichen Jahr promovierte er in den Fächern Mathematik, Physik und Astronomie an der UB. Schürer heiratete Helena Marianne Wilhelm in Bern.
Unterbrochen von Militärdienst während des Zweiten Weltkrieges arbeitete Schürer an seiner Habilitationsschrift, die er 1942 der philosophischen Fakultät II der UB einreichte. 1946 wurde er ausserordentlicher und 1949 ordentlicher Professor der Astronomie an der UB.
1946–1980 war Schürer Direktor des AIUB, zeitweise Dekan der Phil.-nat. Fakultät der UB und von 1968 bis 1980 nebenamtlich Dozent für Höhere Geodäsie an der Eidg. Technischen Hochschule ETH in Zürich (ETHZ). 1946 wurde er Mitglied, 1958 Vizepräsident und 1973–1980 Präsident der Schweizerischen Geodätischen Kommission (SGK), einem Organ der Schweizerischen Naturforschenden Gesellschaft SNG (heute ScNat). Danach war er bis zu seinem Tod ständiger Ehrengast der SGK. Schürer war Mitglied der Internationalen Astronomischen Union (IAU) sowie Gründungsmitglied der Schweizerischen Astronomischen Gesellschaft (SAG) und zeitweise deren Präsident.
Max Schürer starb am 10. Oktober 1997 im Alter von 87 Jahren in Bern.

## Astronomie

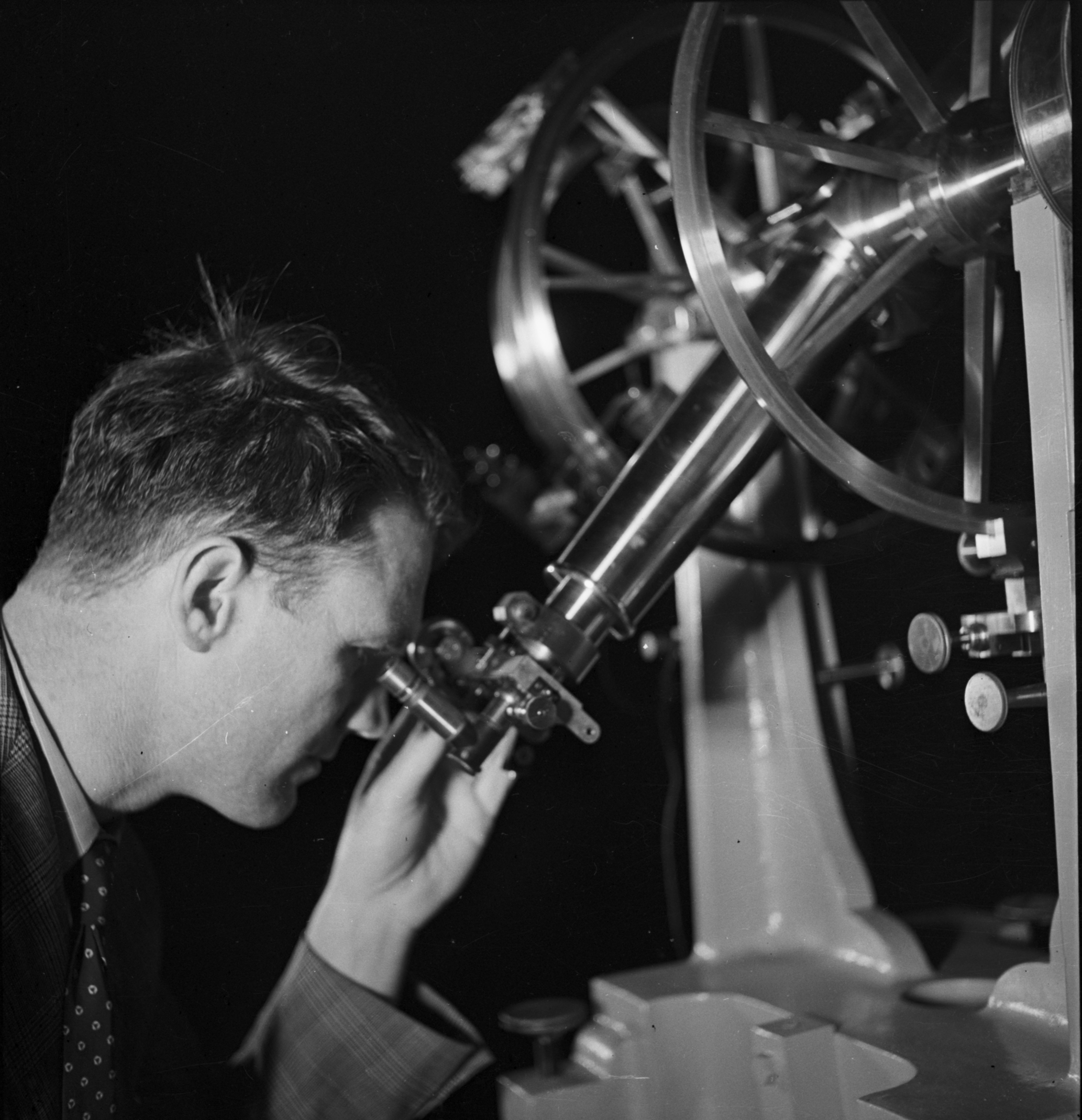
Max Schürer am Meridianinstrument, Foto Nachlass Tschirren, Staatsarchiv Bern (ca. 1940)

Der Gründer des AIUB und der Sternwarte Muesmatt in Bern, Sigmund Mauderli, holte den jungen Absolventen des Oberseminars Max Schürer 1935 als Assistent und Doktorand an sein Institut. Schürer befasste sich vorwiegend mit Aufgaben der Himmelsmechanik, wie z. B. Bahnbestimmung und Störungsrechnung von Kleinplaneten. Mit seiner Dissertation «Über die theoretische und praktische Festlegung eines Inertialsystems» promovierte er 1937 an der UB. Während eines Studiensemesters in Berlin fand er Interesse an dem damals aktuellen Thema der Stellardynamik. 1942 habilitierte er in Bern mit einem «Beitrag zur Dynamik der Sternsysteme», in welchem er unter anderem eine elegante Herleitung der Chandrasekhar-Transformation fand.
1946 wurde Schürer Nachfolger von Sigmund Mauderli als Direktor des AIUB. Die Erforschung von Aufbau, Dynamik und Struktur der Milchstrasse war anfänglich Schürers Forschungsgebiet, das zweifellos durch die enge Freundschaft und Korrespondenz mit Emanuel von der Pahlen (1882–1952) motiviert und durch seinen Doktoranden und Habilitanden Rudolf Kurth noch wesentlich gefördert wurde. Nach wenigen Jahren erkannte Schürer, dass Beobachtungen von wissenschaftlicher Relevanz ausser der regelmässigen Beobachtung der Sternbedeckungen durch den Mond in der damaligen Sternwarte Muesmatt wegen der zunehmenden Lichtverschmutzung nicht mehr möglich waren. In der Folge plante er eine ´Zweigsternwarte´ ausserhalb der Stadt, die bessere Beobachtungsbedingungen abseits vom Stadtlicht versprach.
Die Sternwarte Zimmerwald wurde 1955/56 auf einer Kuppe oberhalb des Dorfes Zimmerwald, etwa 15 km südlich von Bern auf etwa 950 müM, gebaut. Das neue Observatorium wurde 1959 mit einem von Schürer berechneten und am AIUB konstruierten 60/40 cm Schmidt-Cassegrain-Doppel-Teleskop bestückt, das für die optische Himmelsüberwachung (visuell und fotografisch), insbesondere für die Supernovae-Suche, geeignet war. Am 2. März 1957 entdeckte Schürer mit einer provisorischen 'kleinen Schmidt' eine Supernova 14ter Grösse in der Galaxie NGC2841. Das von Fritz Zwicky initiierte Beobachtungsprogramm wurde bis Ende der 1990er-Jahre vor allem durch Zwickys Assistenten am CalTech und späteren Direktor des AIUB, Paul Wild, erfolgreich weitergeführt. Insgesamt wurden in Zimmerwald etwa 50 Supernovae, 3 Novae, 6 Kometen und beinahe 100 Kleinplaneten entdeckt. 1977 fand Paul Wild in Zimmerwald den Asteroiden (2429) 1977 TZ, den er zu Ehren des Gründers der Sternwarte «Schürer» benannte.
In den frühen 1960er-Jahren erkannte Schürer das Potential der aufblühenden Raumforschung für das AIUB. Die Inbetriebnahme (´First Light´) der Sternwarte Zimmerwald fiel praktisch mit dem Beginn des Raumfahrtzeitalters (Start des russischen Satelliten Sputnik I 1957) zusammen. Wie sich zeigte, eignete sich das Schmidt-Cassegrain-Doppelteleskop auch für die optische (fotografische) Beobachtung von künstlichen Erdsatelliten.
Schürer hielt unzählige populäre Vorträge und schrieb viele Beiträge zur Astronomie in der Zeitschrift ´Orion´ der SAG, deren Hauptredaktor er während vielen Jahren war.

## Geodäsie und Landesvermessung
Schürer interessierte sich schon während seines Studiums für Geodäsie und Landesvermessung. 1943 führte er die Berechnungen für die Schwerereduktion und Ausgleichung des Schweizerischen Landesnivellementsnetzes nach der Methode der kleinsten Quadrate durch. Er erledigte diese Aufgabe in seiner Militärdienstzeit im Auftrag der Eidg. Landestopographie (L+T, heute Bundesamt für Landestopografie swisstopo) und publizierte die Resultate 1944.
Nach seiner Wahl zum Mitglied der SGK im Jahr 1946 wurde die Geodäsie neben der Astronomie zum weiteren Interessensgebiet Schürers. Seine Expertise als Astronom war während den damals aktuellen astrogeodätischen Projekten der Kommission sehr willkommen. Die Bestimmung des Geoids der Schweiz war eines seiner besonderen Anliegen. Er entwickelte Ideen zu dessen flächenhafter Bestimmung und initiierte eine Dissertation zu diesem Thema. Die Arbeit wurde von seinem Assistenten Werner Gurtner an der ETHZ durchgeführt und 1978 publiziert. Es entstand das erste in der Vermessungspraxis anwendbare Geoidmodell der Schweiz.
Auf Anregung des damaligen Präsidenten der SGK und Professors an der ETHZ Fritz Kobold weitete Schürer ab 1963 das Forschungsgebiet am AIUB auf die neu aufkommende Satellitengeodäsie aus. Das Schmidt-Cassegrain-Doppelteleskop in Zimmerwald wurde u. a. für die optisch-fotografische Beobachtung von künstlichen Satelliten eingesetzt. Seit 1971 erfolgten auch Laser-Distanzmessungen zu Satelliten, englisch ´Satellite Laser Ranging´ (SLR) genannt, mittels eines Laser-Telemeters, das auf diesem Teleskop experimentell montiert war.

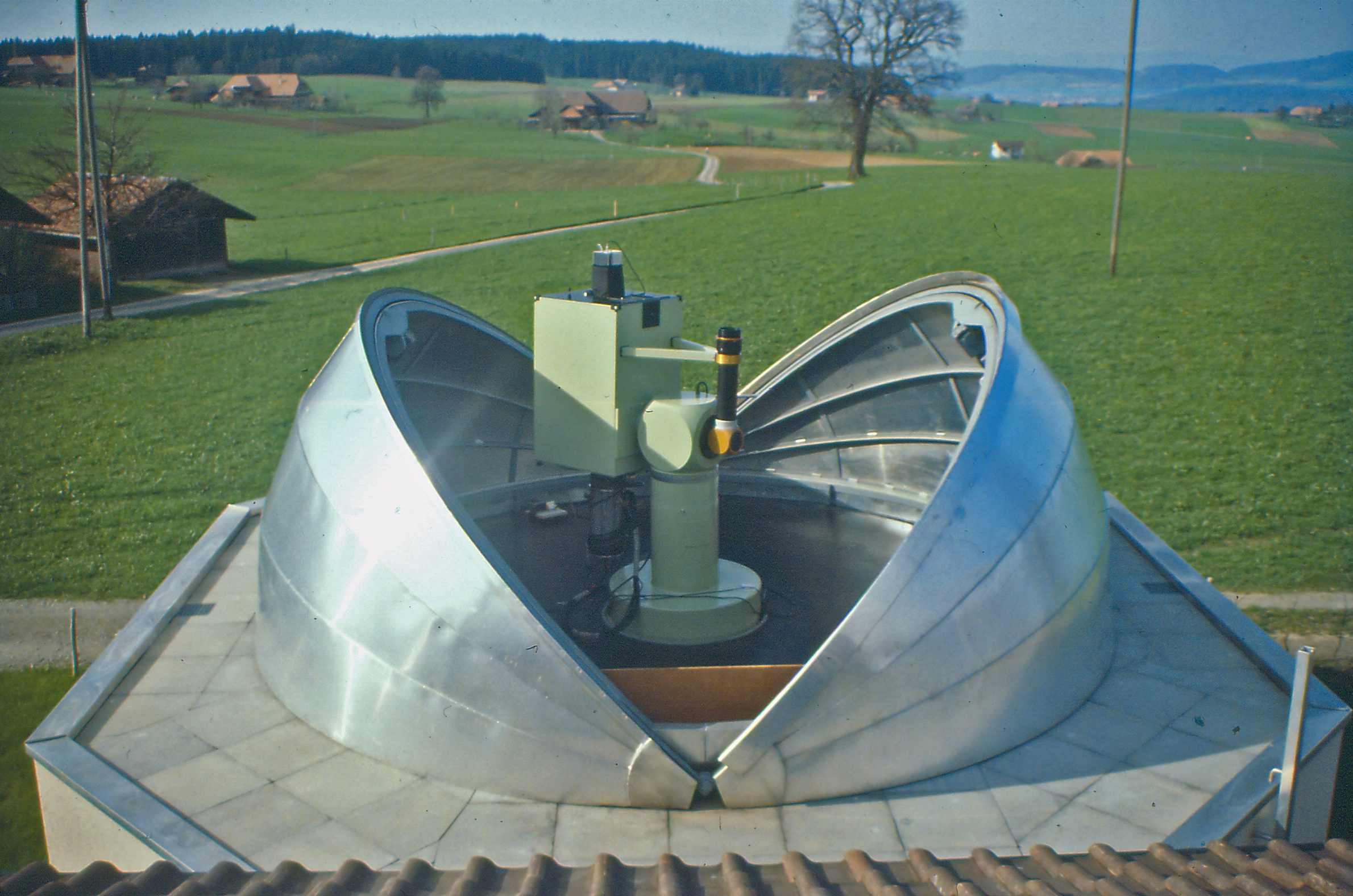
50-cm-Laser-Telemeter in der offenen Allsky-Kuppel, Foto AIUB, ca. 1976

1974 wurde unter der Leitung von Schürer und Willy Lüthy vom Institut für Angewandte Physik (IAP) der UB in Zimmerwald eine weitere Kuppel für die Satellitengeodäsie und speziell für SLR gebaut. In einer Allsky-Kuppel wurde ein eigens an der UB entwickeltes Lasertelemeter, bestückt mit einem Rubinlaser, installiert. Das am IAP und AIUB entwickelte Instrument mit einem Spiegeldurchmesser von 52,5 cm bestand aus getrennten Sende- und Empfangsteleskopen (s. Bild). Der SLR-Beobachtungsbetrieb wurde ab 1976 versuchsweise und ab 1978 im Rahmen von internationalen Messkampagnen aufgenommen. Das Team des AIUB hat das Observatorium Zimmerwald bis heute zum ´Swiss OGS´ (´Swiss Optical Ground Station and Geodynamics Observatory´) von Weltruf weiter entwickelt. Es dient heute zudem als Fundamentalstation der neuen Landesvermessung der Schweiz LV95.
1968 übernahm Schürer den Lehrauftrag der Höheren Geodäsie an der ETHZ. Den Vermessungs- und Kulturingenieuren (heute Geomatik-Ingenieuren) vermittelte er vertiefte Kenntnisse in mathematischer und physikalischer Geodäsie sowie Einblicke in das neue Gebiet der Satellitengeodäsie.
Schürer erkannte die Vorteile der dreidimensionalen Berechnung und Ausgleichung von geodätischen Netzen (3D-Geodäsie) in der alpinen Topographie der Schweiz. Die Arbeit «Rationelle Behandlung der dreidimensionalen Geodäsie», die er mit Ivo Baueršima 1976 publizierte, beinhaltet ein elegantes mathematisches Modell, das die Behandlung der 3D-Geodäsie mit Hilfe der analytischen Geometrie beschreibt. Die neue Methode liess er durch seine Ingenieur-Studenten der ETHZ am Beispiel eines geodätischen Netzes im Domleschg (GR) praktisch erproben.
Nach seiner Emeritierung an der UB und der ETHZ verfolgte Schürer weiterhin die Entwicklungen in Geodäsie und Landesvermessung. Bei der L+T unterstützte er die Geodäten bei der Software-Entwicklung und Anwendung der 3D- und Astrogeodäsie im Rahmen der Einführung von GPS in der Landesvermessung. 1987 publizierte er eine 3D-Neuausgleichung des Basisvergrösserungsnetzes Heerbrugg der SGK.

## Schriften (Auswahl)
- Über die theoretische und praktische Festlegung eines Inertialsystems. Inaugural-Dissertation Universität Bern, Kiel, 1937.[12]
- Die Bewegungsverhältnisse in unserem Milchstrassensystem. In: Mitteilungen der Naturforschenden Gesellschaft Bern, Sitzungsbericht 1937 (1938). XII-XIV.
- Beitrag zur Dynamik der Sternsysteme. (Habilitationsschrift). In: Astronomische Nachrichten, Nr. 273 (1943). S. 230–242.[13]
- Die Reduktion und Ausgleichung des Schweiz. Landesnivellements. Annexe au Proc.verb. de la 88 séance de la C.G.S., Bern, Verlag L+T, 1944.
- Die Präzession und Nutation der Erde. In: Elemente der Mathematik, 3 (1948). S. 54–59.
- Das Geoid der Schweiz. In: Verhandlungen der SNG, 131 (1951), S. 102.
- Die Bezugssysteme der Geodäsie. In: Zeitschrift für Vermessung, Photogrammetrie und Kulturtechnik, Band 71-M, Nr. 12 (1973). S. 232–235.[14]
- Arbeiten der Bodenseekonferenz. Basismessung Heerbrugg 1959. Ausgleichung des Basisvergrösserungsnetzes. Astronomisch-geodätische Arbeiten der Schweiz. Bd. 30, Teil VI. SGK 1987. (Digitalisat; PDF; 22,5 MB)[15]
- Das schweizerische geodätische Datum. In: Schweizer Zeitschrift für Vermessung, Photogrammetrie und Kulturtechnik, Band 88, Nr. 2 (1990). S. 88–89.[16]